# Universidad de Vale do Rio dos Sinos
La Universidad de Vale do Rio dos Sinos (UNISINOS) es una universidad privada brasileña. Fue fundada en 1969. Se mantiene por la Asociación Doe, vinculado a la Compañía de Jesús, la orden jesuita fundada por San Ignacio de Loyola.  
De acuerdo con la clasificación del Índice General de Cursos 2010, organizado por el Ministerio de Educación de Brasil, UNISINOS se encuentra entre los cuatro mejores universidades privadas de Brasil.

## Universidad
Su campus principal se encuentra en la ciudad de São Leopoldo, en el estado de Rio Grande do Sul, y reúne alrededor de 31 mil estudiantes en más de 70 licenciaturas y 26 programas de postgrado(masters y doctorados), además de cursos de especialización, como el master de administración de empresas (MBA). Actualmente, desarrolla alrededor de 300 investigaciones. Su plantilla está formada por más de 2000 personas, entre funcionarios y docentes -de los cuales, el 86%  son profesores y doctores, porcentaje por encima de la media brasileña.
La Biblioteca Unisinos es uno de los más grandes de América Latina, con más de 700.000 volúmenes. La universidad también tiene una radio: FM de la Unisinos y una emisión de televisión.

## Curso de Realización Audiovisual
El Curso de Realización Audiovisual o  Curso de Realização Audiovisual (en portugués conocido por sus siglas CRAV) es uno de los cursos de la Unisinos. Creada en 2003, la escuela ofreció el primer curso superior de cine y artes audiovisuales de Río Grande do Sul. Ya se han realizado ocho ediciones y sigue siendo el único curso del área a nivel universitario en la Región Sur de Brasil.

## Museo de la Historia Geológica de Río Grande do Sul
El Museo fue inaugurado el 31 de julio de 2006 y está situado en el Edificio 6 Unisinos.
Su objetivo, volver a montar parte de la historia del estado, dijo a través de los materiales encontrados y recogidos en el Geoparque Paleorrota por varios profesionales de la geología y la biología que forman una colección de más de ocho mil piezas. Y tiene como objetivo principal dar oportunidad para que el conocimiento práctico, tanto para el curso de geología, en cuanto al curso de biología en la Universidad. Siendo que el material que se encuentra en el museo también es estudiado por otras Universidades. El museo contiene muestras exclusivas de minerales, rocas y fósiles que cuentan la historia temprana de Rio Grande do Sul
Las visitas deben ser programadas con antelación. Las visitas están dirigidas a profesionales, empresarios, estudiantes de secundaria, estudiantes y aficionados interesados.
La universidad ha contribuido a la preservación e investigación científica de los sitios paleontológicos de la ciudad y lo geoparque de paleorrota.